# نل اودی
نل اودی (انگلیسی: Nell O'Day; ۲۲ سپتامبر ۱۹۰۹ – ۳ ژانویهٔ ۱۹۸۹) بازیگر اهل ایالات متحده آمریکا بود. وی بین سال‌های ۱۹۲۶ تا ۱۹۵۷ میلادی فعالیت می‌کرد.